# Trimeresurus fucatus
Espèce
Synonymes
- Popeia fucatus (Vogel, David & Pauwels, 2004)

Statut de conservation UICN

 LC  : Préoccupation mineure
Trimeresurus fucatus est une espèce de serpents de la famille des Viperidae. 

## Répartition
Cette espèce se rencontre en Malaisie, en Birmanie et dans le sud de la Thaïlande.

## Description
C'est un serpent venimeux.

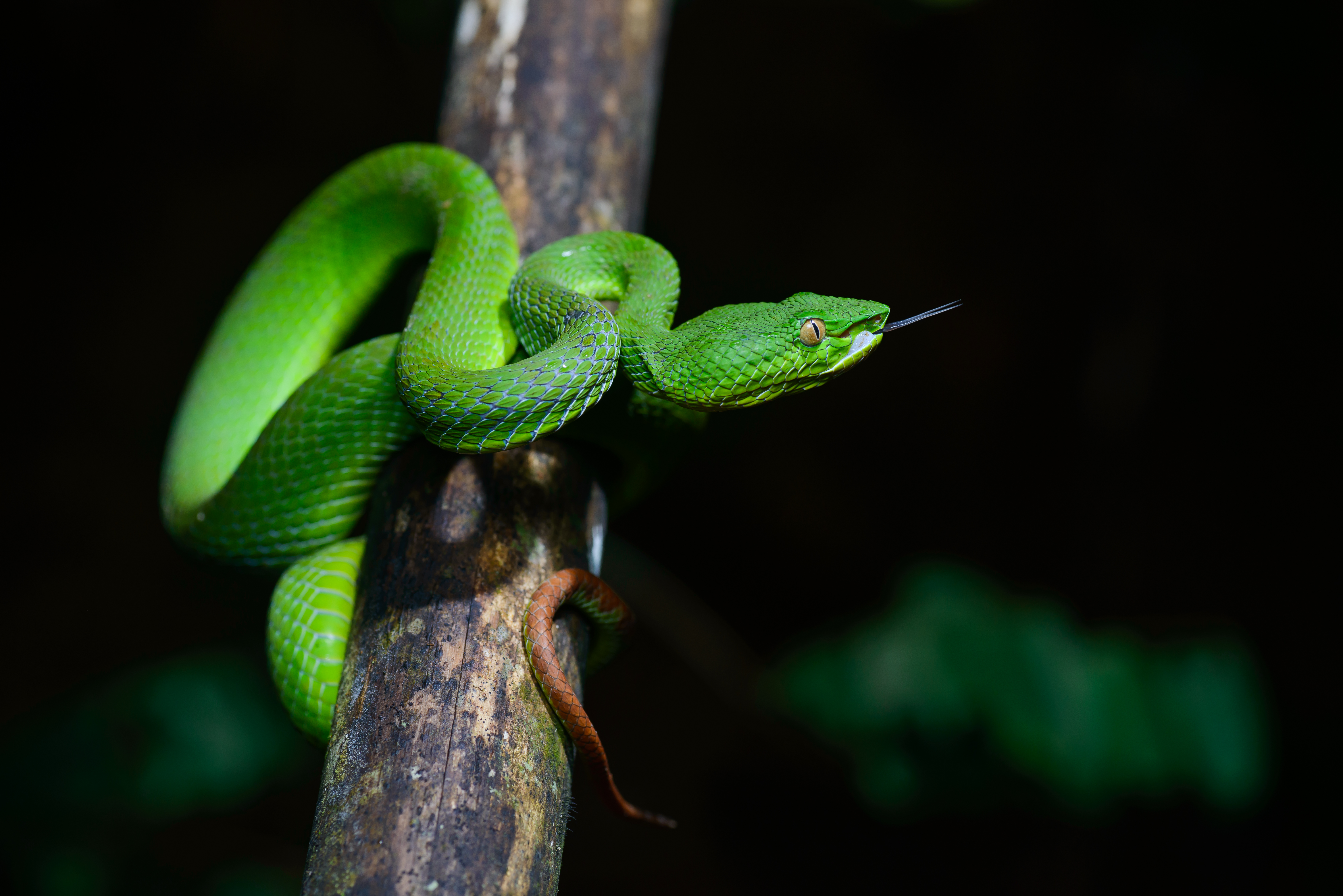
Trimeresurus fucatus dans le parc national de Khao Sok. Septembre 2016.

Ce serpent, comme les vipères en Europe, utilise son venin principalement pour tuer ses proies, de préférence des oiseaux et des grenouilles ; mais il peut aussi l'utiliser pour se défendre, parfois contre l'homme chez qui une morsure peut être dangereuse : douleur insoutenable mais non constante et qui décroît rapidement (fort heureusement, cette morsure n'est mortelle que dans de très rares cas).

## Publication originale
- Vogel, David & Pauwels, 2004 : A review of morphological variation in Trimeresurus popeiorum (Serpentes: Viperidae: Crotalinae), with the description of two new species. Zootaxa, n. 727, p. 1-63.